# Armadilloniscus tuberculatus
Armadilloniscus tuberculatus är en kräftdjursart som först beskrevs av Edward Morell Holmes och Gay 1909.  Armadilloniscus tuberculatus ingår i släktet Armadilloniscus och familjen Detonidae. Inga underarter finns listade i Catalogue of Life.